# Marceli Ignaczak
Marceli Ignaczak (ur. 16 stycznia 1894 w Warszawie, zm. 15 listopada 1939 w Tomaszowie Lubelskim) – rotmistrz Wojska Polskiego, działacz niepodległościowy.

## Życiorys
Urodził się 16 stycznia 1894 w Warszawie, w rodzinie Kazimierza.
10 sierpnia 1915 wstąpił do Legionów Polskich. Służył jako ułan w III plutonie 4. szwadronu 1 pułku ułanów.
Służył w 3 pułku szwoleżerów w Suwałkach. Na stopień podporucznika został mianowany ze starszeństwem z 1 stycznia 1923 w korpusie oficerów jazdy, a na stopień porucznika ze starszeństwem z 1 czerwca 1921 w korpusie oficerów kawalerii. 27 stycznia 1930 prezydent RP nadał mu z dniem 1 stycznia 1930 stopień rotmistrza w korpusie oficerów kawalerii i 59. lokatą. Z dniem 4 sierpnia 1932 został przydzielony na czteromiesięczny VI kurs pionierów dla oficerów pułków piechoty i kawalerii w Centrum Wyszkolenia Saperów w Modlinie. W kwietniu 1933 został przeniesiony do 1 szwadronu pionierów w Ostrołęce na stanowisko dowódcy szwadronu. W marcu 1939 służył w 4 pułku strzelców konnych w Płocku na stanowisku dowódcy 3. szwadronu. Na czele tego pododdziału walczył w kampanii wrześniowej.
23 września 1939 w walkach pod wsią Jacnia został ciężko ranny. 15 listopada 1939 w szpitalu powiatowym w Tomaszowie Lubelskim zmarł w następstwie odniesionych ran. Został pochowany na cmentarzu parafialnym w Tomaszowie Lubelskim.

## Ordery i odznaczenia
- Krzyż Niepodległości – 2 sierpnia 1931 „za pracę w dziele odzyskania niepodległości”[17][18]
- Srebrny Krzyż Zasługi[19]
- Odznaka Pamiątkowa Więźniów Ideowych[20]